# 관광세
관광세(觀光稅)는 관광객을 대상으로 하는 모든 조세다. 이는 오버투어리즘에 맞서기 위한 수단이자 조세 수출 (조세 부담을 비시민 또는 비거주자에게 부분적으로 전가)의 한 형태다. 관광 산업은 일반적으로 세금 반대 캠페인을 벌인다.

## 유형

### 일당세
2019년 기준으로 부탄은 방문자당 하루에 200~250달러를 부과하고 있다.

### 숙박세
유럽의 많은 국가에서는 호텔 객실 및 기타 숙소에 대해 일일 세금을 부과한다.

### 식당세
음식점에 부과되는 세금도 관광세의 한 형태로 간주될 수 있다.

### 출국세
대부분의 카리브해 국가에서는 항공 요금에 자동으로 추가되는 출국세를 부과한다.